# Dansk Cement
Dansk Cement er en dokumentarfilm fra 1940 instrueret af C.H. Helm efter manuskript af Tage Larsen.

## Handling
Anvendelse af cement. Forekomst af skrivekridt og brugbart ler. Fabrikkernes beliggenhed. Brydning af kridt og ler. Slemmer. Transport til slamsilo. Undersøgelse i laboratoriet. Tørring og brænding i roterovn. Cementklinker males med gips til cementpulver. Pakning. Indladning til eksport.